# Calle Defensa
La calle Defensa es una arteria vial que recorre el centro histórico de la ciudad de Buenos Aires, Argentina. Es muy conocida por haberse transformado en un importante centro turístico, debido a su importancia histórica y cultural para la ciudad. Los fines de semana, es peatonal en casi toda su extensión y en sus cuadras se distribuyen los puestos de la Feria de San Telmo.

## Características
Con recorrido sur - norte, esta calle pasa por dos de los barrios más antiguos de Buenos Aires: Monserrat y San Telmo, y termina en el barrio de Barracas. En su tramo céntrico se conservan algunas edificaciones coloniales, y la mayor parte de las casas son de la segunda mitad del siglo XIX y comienzos del XX.
Se trata de una angosta calle aún empedrada, que pasa por el casco histórico de la capital, ya que desemboca en la actual Plaza de Mayo, antigua Plaza Mayor de la ciudad que fundó Juan de Garay en 1580. Obtuvo su nombre actual en 1849, en homenaje a la defensa de Buenos Aires en las invasiones inglesas de 1807.
Hacia el sur la calle termina en el Parque Lezama. Desde allí surgía el camino que cruzaba el Riachuelo y se alejaba pasando por los actuales partidos de Avellaneda y Quilmes (actual Avenida Montes de Oca). Por este camino el ejército inglés habría ingresado hasta Buenos Aires en 1806, ocupando la Plaza de Mayo y el Fuerte de Buenos Aires, habiendo desembarcado las tropas varios kilómetros al sur, en las costas del actual Partido de Quilmes.
La calle Defensa fue objeto de un programa de revalorización, mediante el cual el Gobierno de la Ciudad facilitó a los distintos propietarios las reparaciones de sus fachadas. Existió un proyecto para transformarla en una calle peatonal, pero al comenzar las obras, los vecinos manifestaron su oposición. La paralización de los trabajos iniciados trajo como consecuencia el abandono de la calle con sus adoquines removidos, perjudicando a los comerciantes de la zona. Finalmente, el ministro de Espacio Público decidió suspender la iniciativa de peatonalización, aunque se mejoraron las veredas y las luminarias.
El núcleo de puestos de venta que originalmente rodeaba a la Plaza Dorrego, se expandió ocupando la calle Defensa los días domingo hasta la Plaza de Mayo. La llamada comúnmente Feria de San Telmo, donde se venden artesanías, comenzó a operar un notable cambio en el aspecto de la calle. Entre 2009 y 2010, los clásicos anticuarios que eran característicos se retiraron, a causa de la fuerte valorización de los inmuebles, y fueron reemplazados progresivamente por comercios de venta de indumentaria y objetos de diseño. Durante los dos años siguientes, el proceso no se detuvo sino que se acentuó, con la instalación de un local de la cadena Starbucks frente a Plaza Dorrego, sumándose a otras cadenas de categoría como la cafetería Havanna.  Después de superada la pandemia de 2020, la calle se fue recuperando rápidamente, y sigue siendo una referencia para los turistas que visitan Buenos Aires. Por la calle Defensa se puede acceder al popular Mercado de San Telmo.

## Recorrido

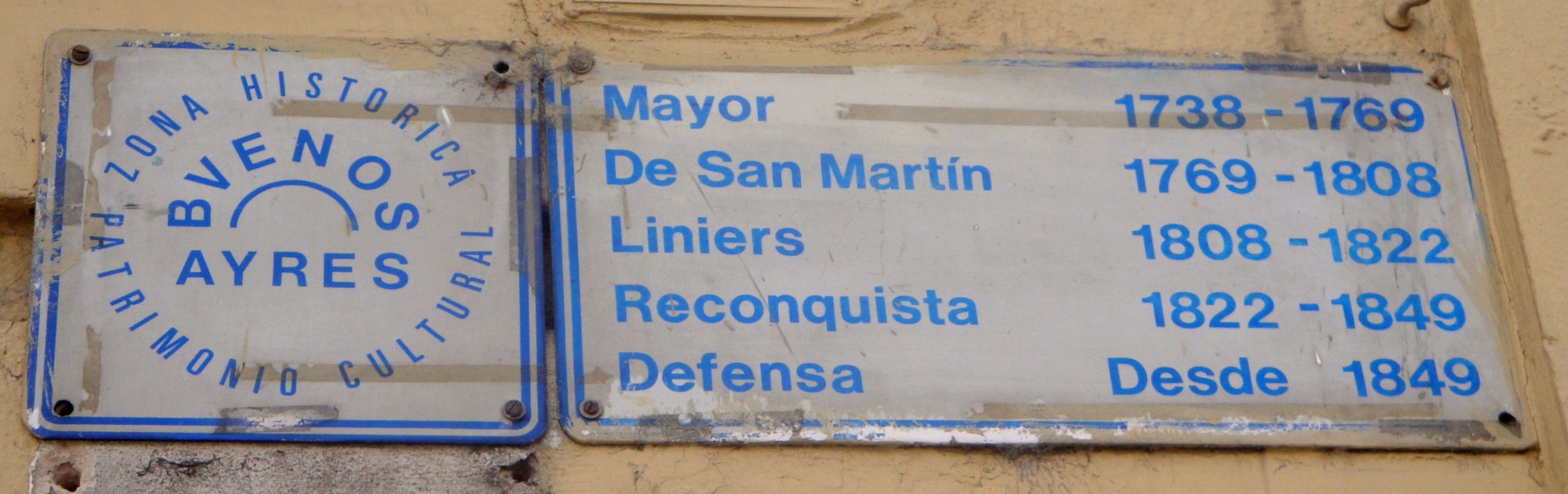
Cartel indicativo con los diferentes nombres que ha tenido la calle a través del tiempo.

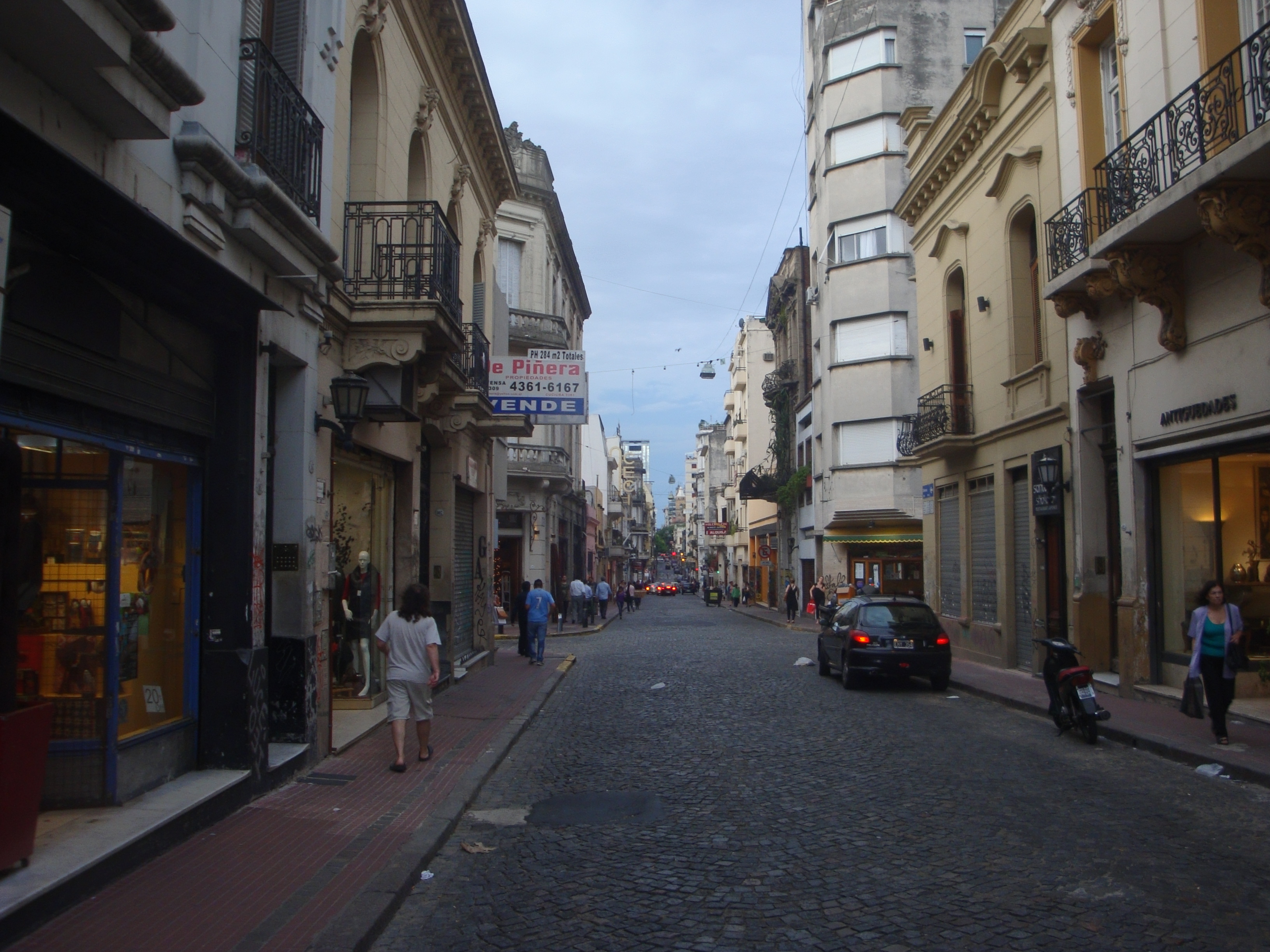
Defensa al 900, entre Estados Unidos y Carlos Calvo.

La calle nace en su intersección con la calle Hipólito Yrigoyen, en el borde sur de la Plaza de Mayo. En la vereda este de su primera cuadra está el inmenso edificio de una manzana completa que ocupa la Administración Federal de Ingresos Público (AFIP) y que fue construido para el Banco Hipotecario Nacional, terminado luego de muchos años en 1966. En la vereda opuesta, en el n.º 143, se alza un edificio proyectado para la Compañía Unión Telefónica por los arquitectos Calvo, Jacobs y Giménez, terminado en 1929 y hoy ocupado por Telefónica de Argentina.
En el cruce con la calle Adolfo Alsina hay sitios históricos en cada esquina: los Altos de Elorriaga (noroeste), la Plazoleta San Francisco (nordeste), la Basílica San Francisco y Parroquia San Roque (sudeste) y la Farmacia La Estrella (sudoeste). La antigua casa de Elorriaga (año 1808) y la farmacia (fundada en 1834, con edificio actual de 1895) son propiedades del Museo de la Ciudad, que se encuentra a pocos metros (n.º 219) en la antigua Casa de los Querubines (año 1894).

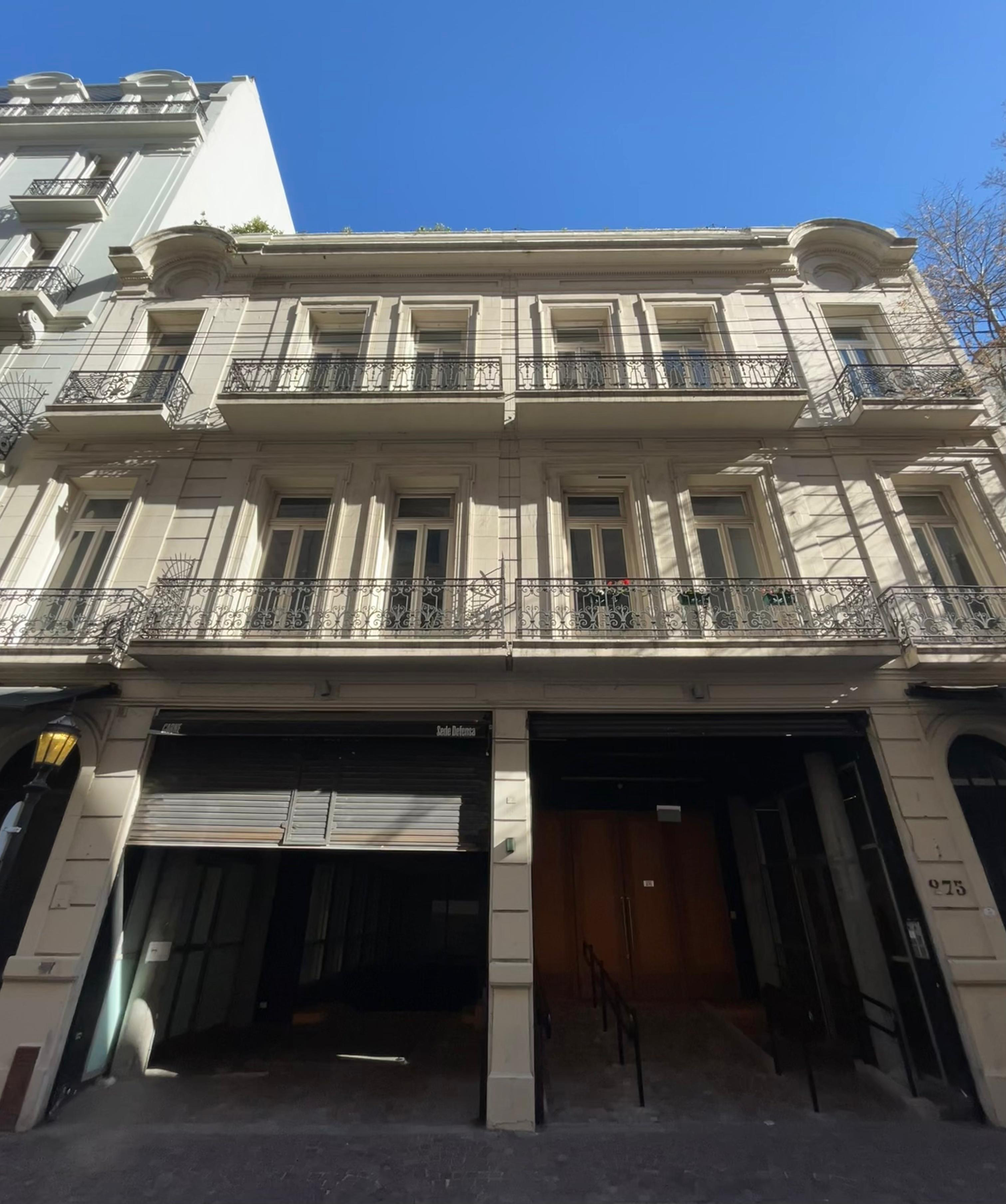
Palacio Torres Agüero, ubicado en la calle Defensa.

En la tercera cuadra, pasando la calle Moreno, está en el n.º 350 la casa donde habría nacido Bernardino Rivadavia, primer presidente argentino en 1826 (aunque se considera que la casa original de la familia Rivadavia fue demolida, y se encontraba frente a la Iglesia de Santo Domingo). A pocos metros, en el n.º 372 está la Casa de la Defensa (propiedad de Télam), que funcionó como arsenal de guerra durante las invasiones inglesas. Ambas son casas de fines del siglo XVIII, y la casa de Rivadavia ha sido mutilada para alojar en sus fondos un estacionamiento, aunque en la estructura sobreviviente se han llegado a encontrar paredes de ladrillos de adobe unidos con bosta.
En la esquina con la Avenida Belgrano se encuentra el Convento de Santo Domingo, y la Basílica Nuestra Señora del Rosario que se inauguró en 1773 con una sola torre. En dicha torre hay réplicas de los proyectiles que arrojaron los cañones de los patriotas, para recuperar la posición capturada por los ingleses. Dentro de la Iglesia hay también una capilla lateral con banderas capturadas a las tropas británicas entre 1806 y 1807. La segunda torre de la Iglesia se terminó hacia 1849. En el atrio descansan los restos del prócer Manuel Belgrano, héroe de la revolución de la independencia argentina.
En el n.º 535 está el Centro Cultural Plaza Defensa, inaugurado en 1989 y en la esquina sudeste con la calle México se encuentra el antiguo edificio del Hospital San Martín, hoy dependencia del ejército argentino.
Una cuadra después, la calle Defensa se cruza con la calle Chile, que se ensancha en este tramo como resabio del antiguo arroyo Tercero del Sur (o Zanjón de Granados). En la esquina hay una pequeña estatua que representa al personaje de historietas Mafalda y sus amigos, ideado por el dibujante Quino. Sobre la calle Chile, hacia el este, se desarrolló un pequeño polo gastronómico. Esa calle (antiguo curso de un arroyo), divide el Barrio de Montserrat de San Telmo.

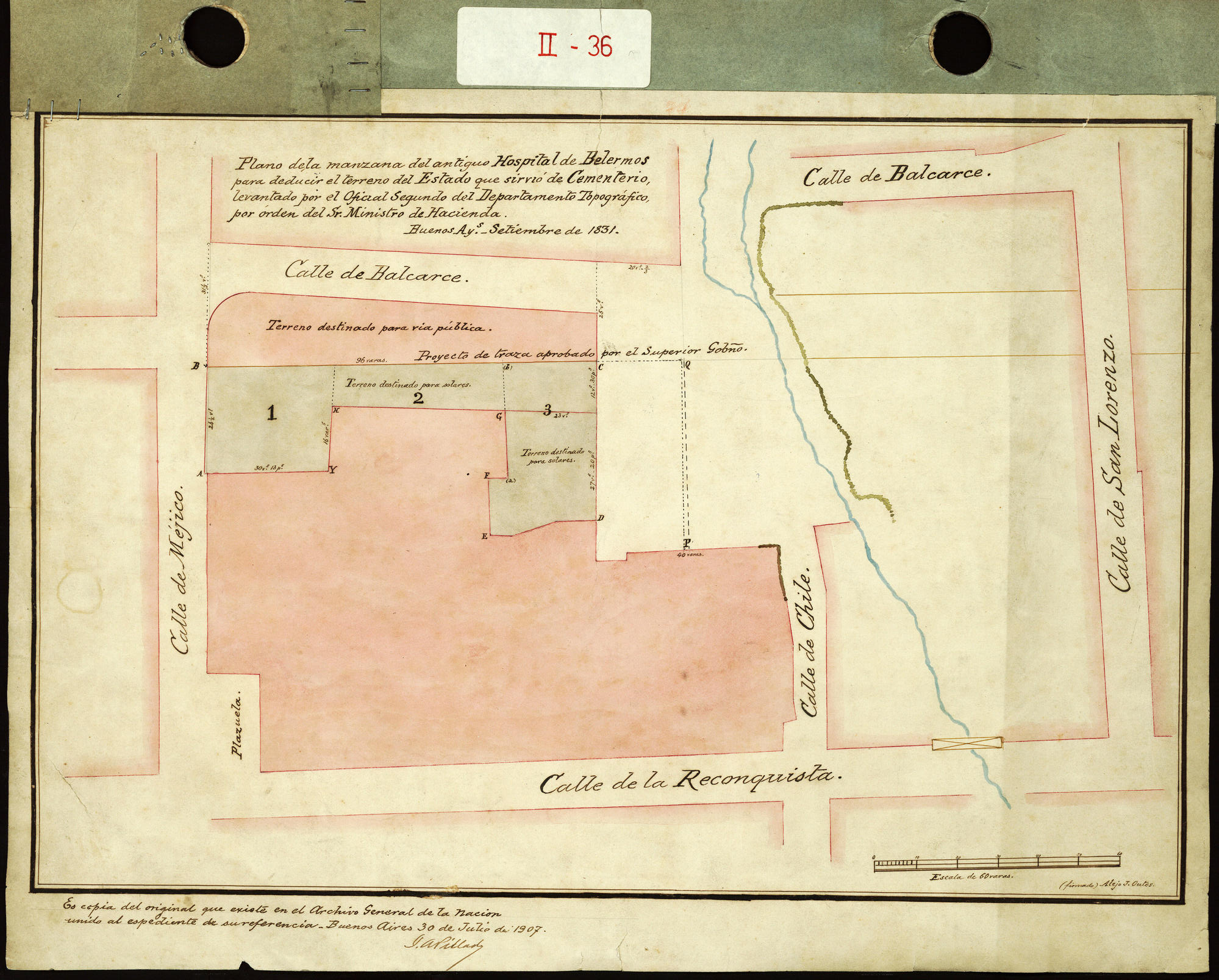
Chile y Defensa (llamada entonces Reconquista) hacia 1830

Cruzando la Avenida Independencia, en el n.º 821 está la diminuta pero conocida pizzería Pirilo, que funciona desde 1932. A partir de esta importante arteria comienza la zona de mayor movimiento turístico, que tiene su núcleo en la pequeña Plaza Dorrego (esquina con la calle Humberto 1º). Se suceden galerías, locales de antigüedades y puestos de artesanos y artistas con largos años en el barrio de San Telmo, además de artistas y músicos callejeros. A pocos metros de llegar a la calle Carlos Calvo está uno de los accesos del Mercado San Telmo, ampliado en 1930, donde hay varios locales gastronómicos y de anticuarios.
Frente a la Plaza Dorrego se encuentra el viejo cafetín homónimo, la galería El Solar de French y una gran cantidad de restaurantes que los fines de semana utilizan la plaza seca para instalar sus mesas, junto a los bailarines y músicos callejeros. También se reúne desde 1970 la Feria de Cosas Viejas y Antigüedades, impulsada por el exdirector del Museo de la Ciudad, el arquitecto e historiador José María Peña. Se puede decir que es gracias a este establecimiento pionero que la movida turística se desarrolló especialmente en esta zona, y no más cerca del centro porteño. En el n.º 1179 funciona el Pasaje de la Defensa, una galería en la restaurada casa de la familia Ezeiza, que data de la década de 1880.
Cruzando la Avenida San Juan, la calle pasa junto al futuro Polo Cultural Sur. Allí se encontraban previamente el Museo de Arte Moderno (en la antigua fábrica de tabaco Nobleza Piccardo) y el Museo del Cine Pablo Ducrós Hicken, demolido. Luego de pasar bajo la Autopista 25 de Mayo, los puestos de artesanías y antigüedades terminan abruptamente, y con ellos el movimiento turístico. A partir de la calle Cochabamba, disminuye notablemente la cantidad de personas que los fines de semana la recorren. Luego de cruzar la Avenida Juan de Garay está en el n.º 1431 la Escuela Pública de Jornada Completa N.º 27 D.E. 04 "Deán Gregorio Funes".
A partir de la calle Brasil, Defensa bordea el Parque Lezama, antigua quinta de dicha familia y antes propiedad de familias inglesas. La viuda de Gregorio Lezama cedió los terrenos a la Municipalidad porteña a cambio de que el parque llevara el apellido de su marido. Dentro del parque, en el n.º 1652 está la antigua casona Lezama, sede del Museo Histórico Nacional, desde 1897. 
En este tramo final, ya en el barrio de Barracas desde la Avenida Caseros, la calle es ancha, aún tiene en su adoquinado las vías del tranvía, y baja la cuesta del área baja que antiguamente inundaba el Riachuelo con sus crecidas. Al cruzar la Avenida Martín García, la calle se ensancha aún más y cambia su nombre por Avenida Regimiento de Patricios.

## Intersecciones
A continuación, se presenta un mapa esquemático de los principales cruces de esta calle. También se indican los ingresos y egresos de las líneas de colectivo que la transitan.
|  | lNAT |

| STRq | TEEa | CONTfq |

| MUSEUM | STR |  |

| STRq | KRZ | CONTfq |

|  | STR | CHURCH |

|  | STR |

| RMq | RMKRZ | RMq |

|  | STR | CHURCH |

|  | STR |

| RMCONTgq | RMKRZ | RMq |

|  | STR |

| lNAT | STR |  |

| CONTgq | KRZ | STRq |

| RMq | RMKRZ | RMCONTfq |

| RAq | SKRZ-Au | RAq |

|  | STR |

| RMCONTgq | RMKRZ | RMq |

| STRq | KRZ | CONTfq |

| STRq | TEEeq | lNAT |

| RMq | RMKRZ | RMq |

|  | RM |

## Imágenes

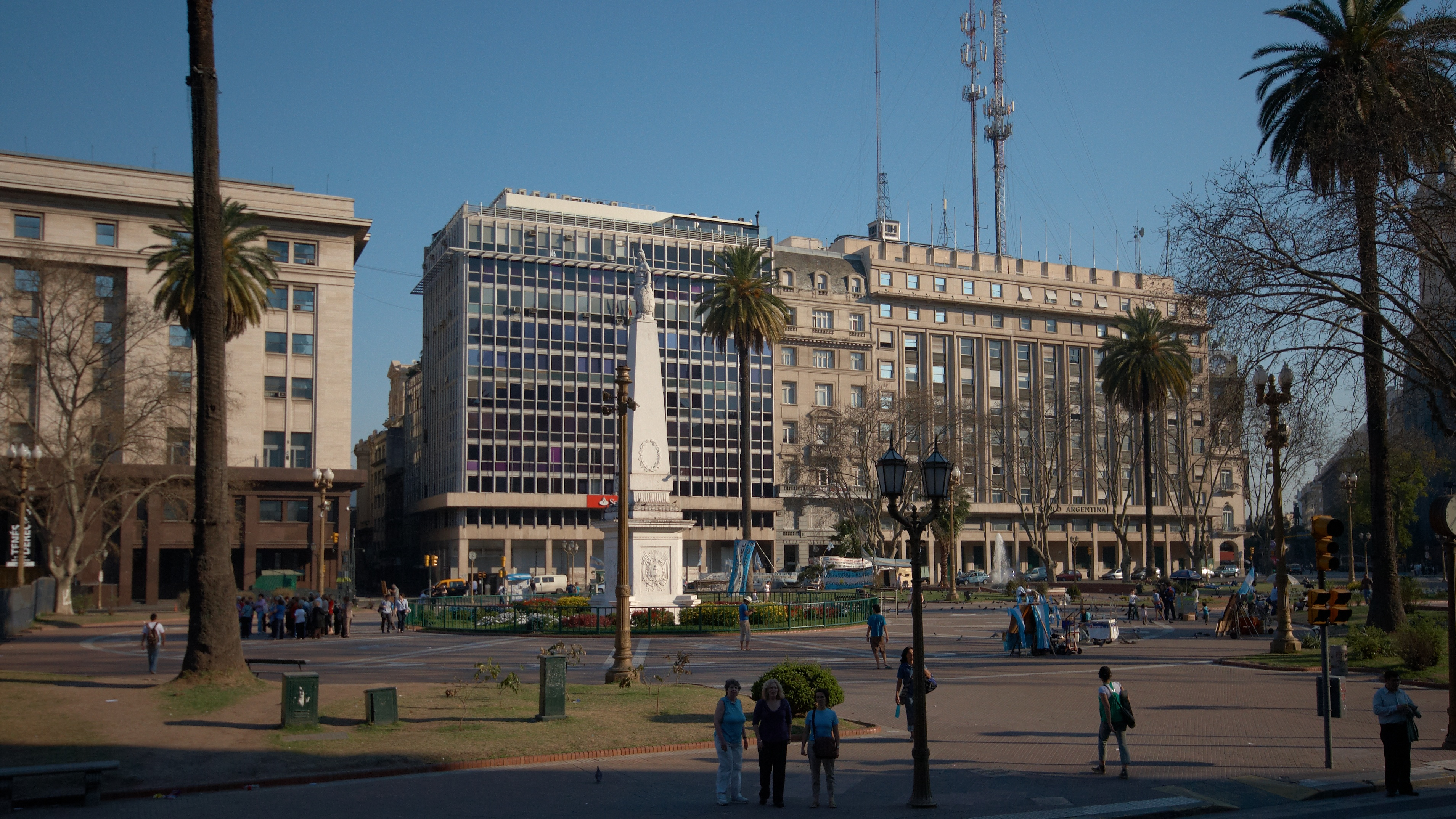
Comienzo de la calle. A la izquierda, edificio de la AFIP.
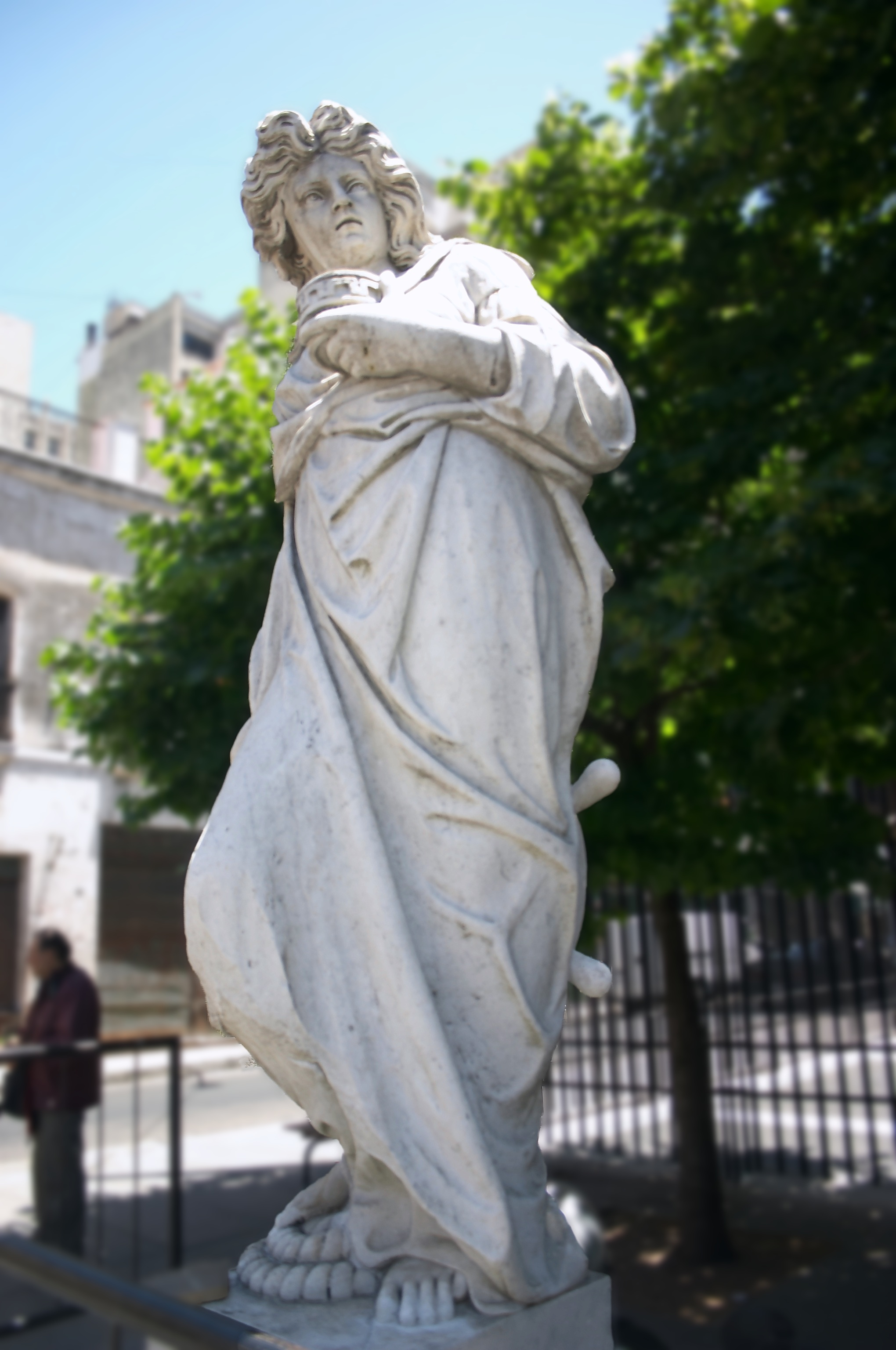
Estatua en la Plazoleta San Francisco
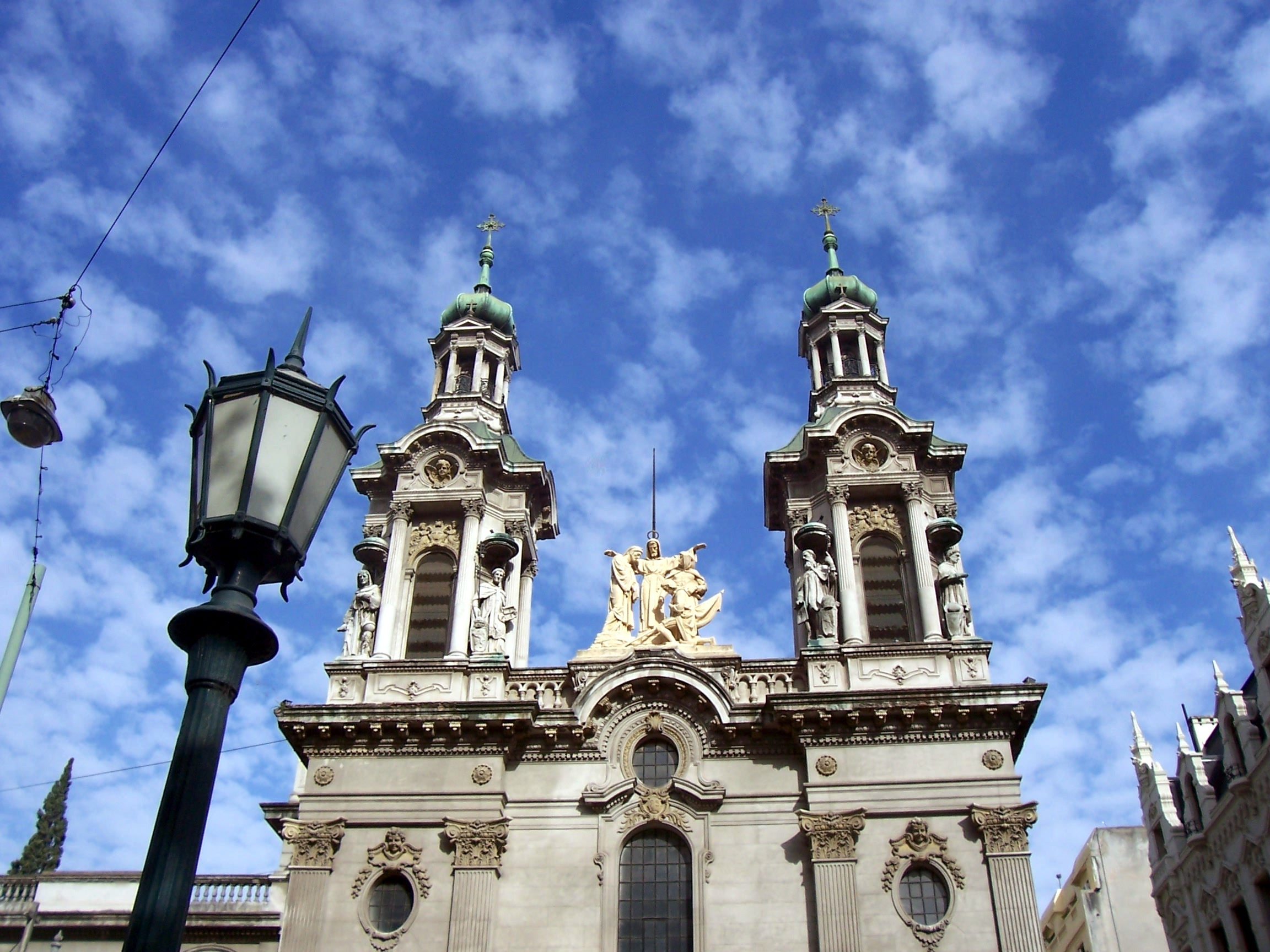
La Iglesia San Francisco
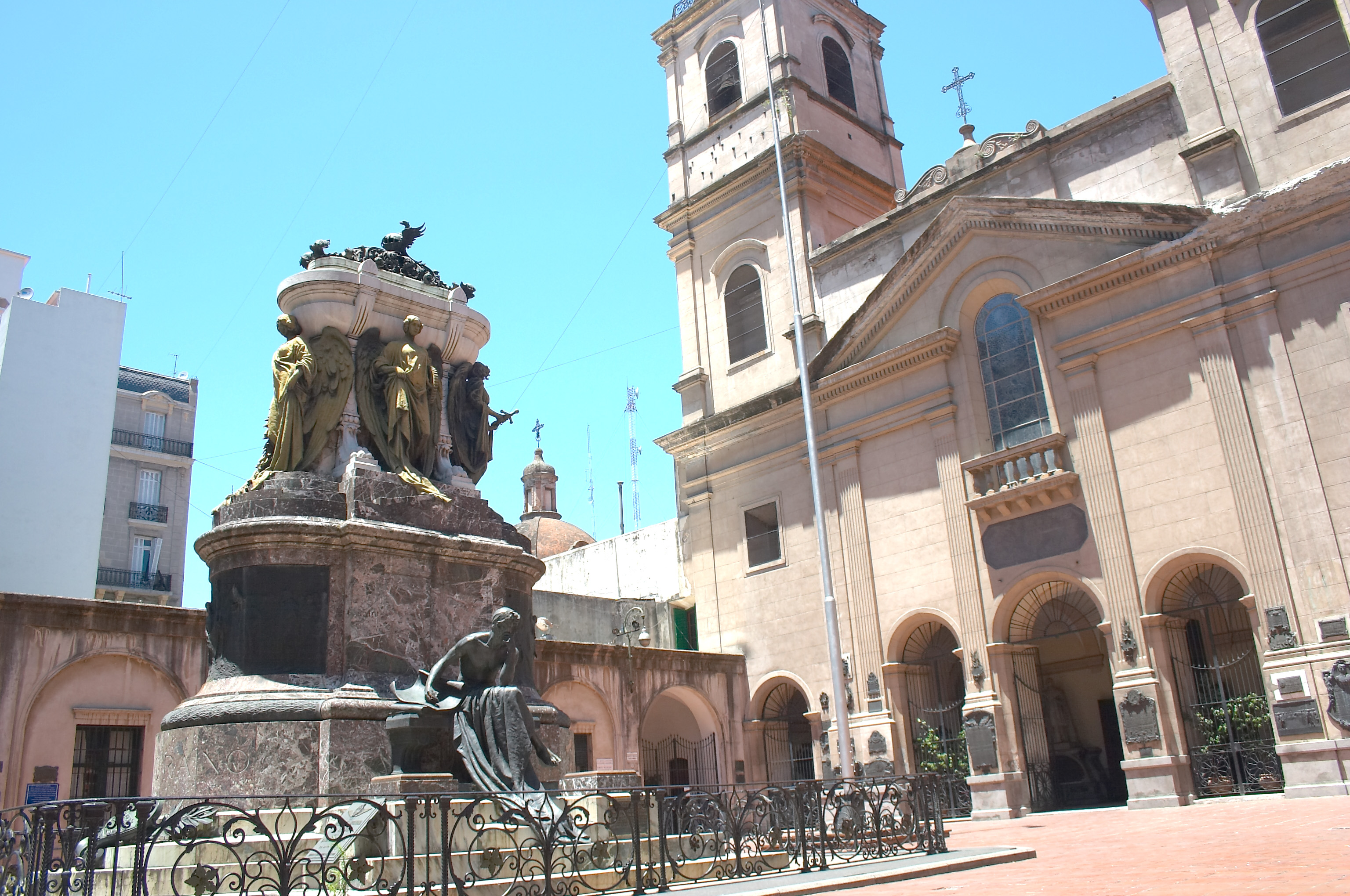
Mausoleo de Manuel Belgrano y Convento Santo Domingo
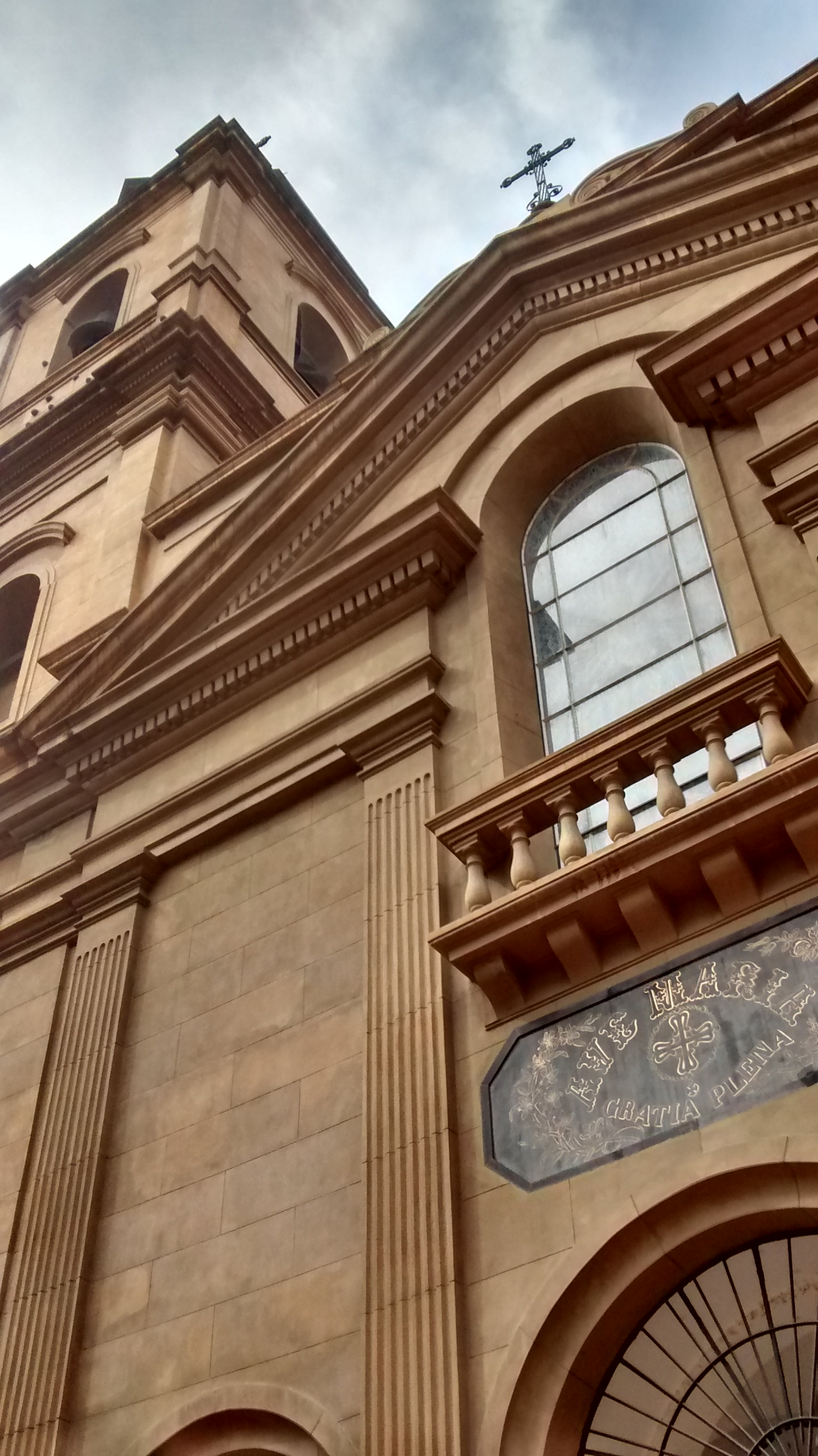
Detalle de Fachada Convento de Santo Domingo
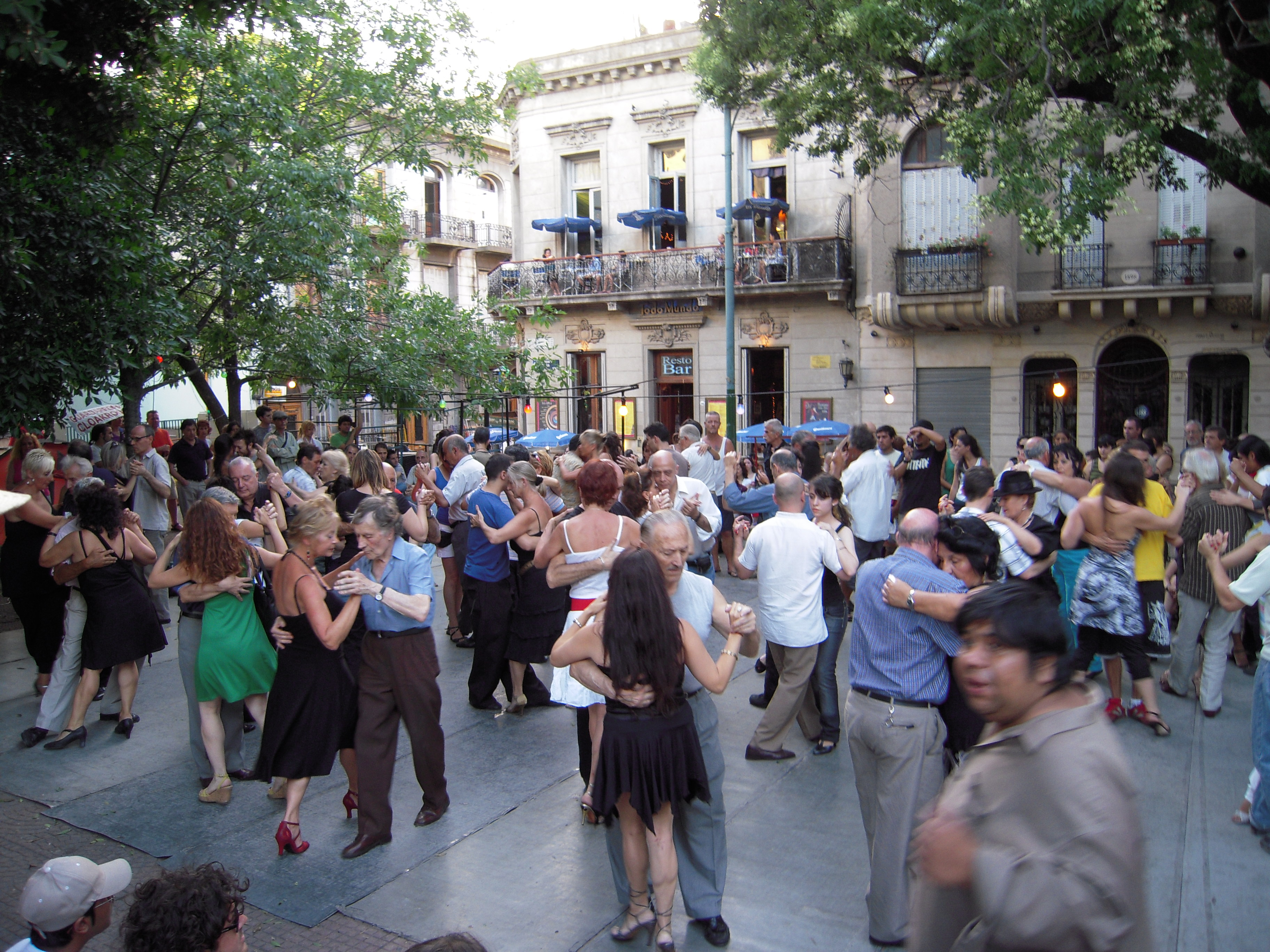
Tango en la Plaza Dorrego
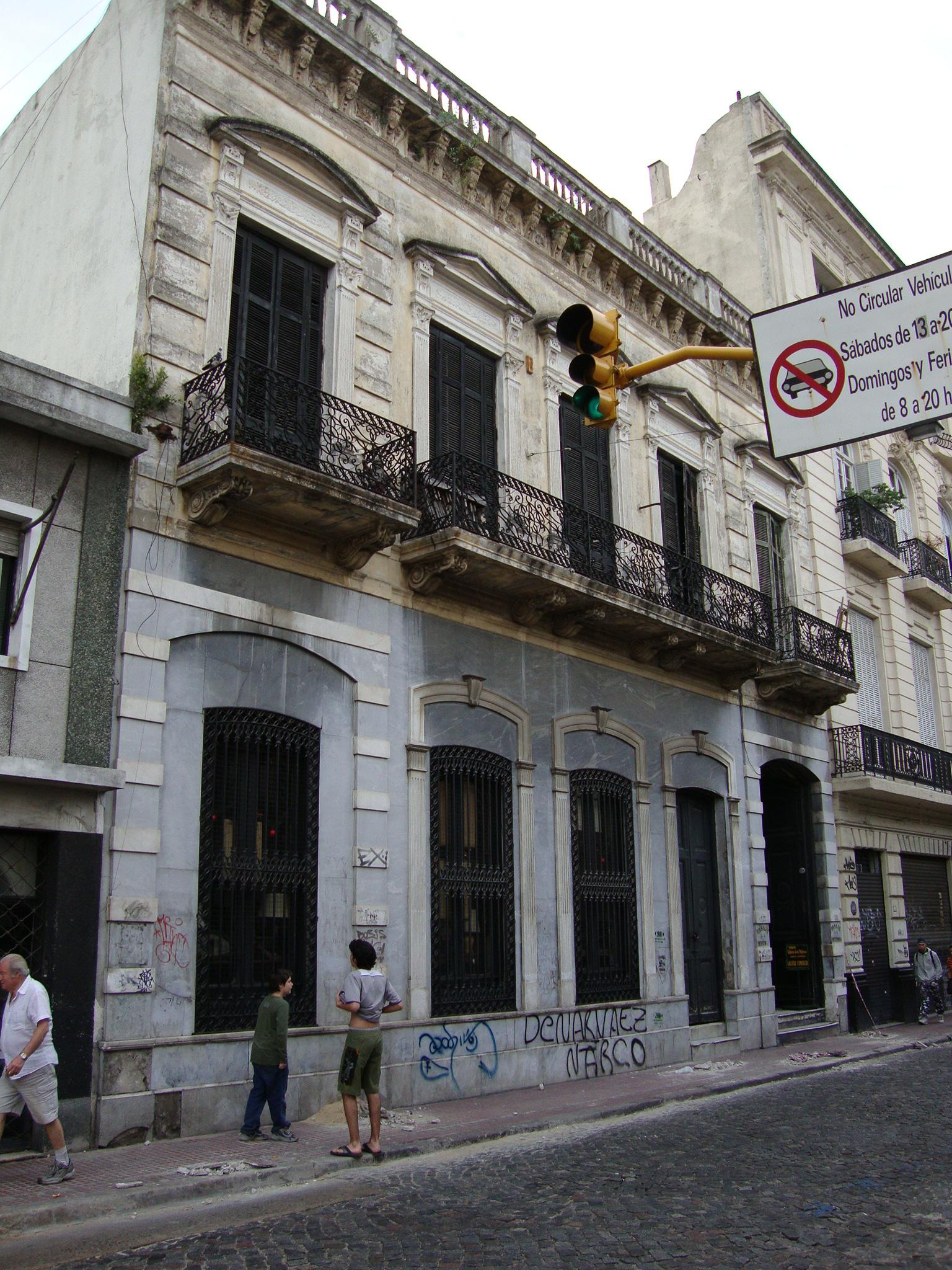
Pasaje de la Defensa
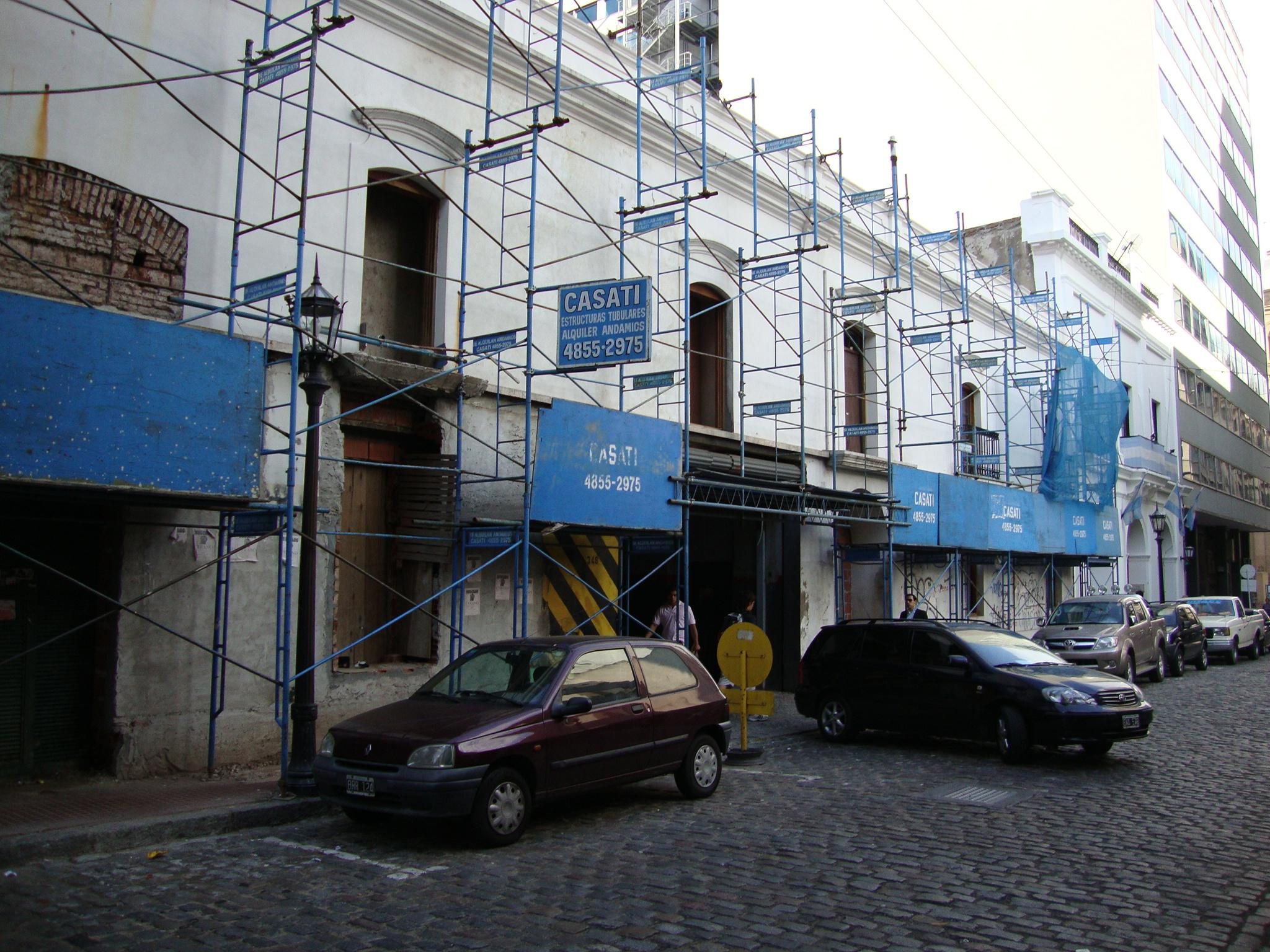
Defensa 350